# Швеція на літніх Олімпійських іграх 2024
Швецію на літніх Олімпійських іграх 2024 представляли сто вісімнадцять спортсменів у вісімнадцяти видах спорту. 
Швеція провела свої найуспішніші літні Олімпійські ігри з часів Сіднея 2000 року, завоювавши 4 золоті, 4 срібні та 3 бронзові медалі.
Швеція вперше в історії завоювала медалі у двох видах спорту: дует Йонатан Хелльвіг і Давид Оман виграли золото в пляжному волейболі, а Тара Бабульфат здобула бронзу в дзюдо.
Сара Шьострём здобула дві золоті олімпійські медалі з плавання, збільшивши свою загальну кількість до 6 олімпійських медалей, з яких 3 - золоті, що робить її найуспішнішою шведською плавчинею в історії. Арманд Дюплантіс став лише третім шведським спортсменом в історії, який захистив олімпійський титул у легкій атлетиці.

Швеція також виграла свої перші за 24 роки медалі в настільному тенісі завдяки Крістіану Карлссону, Антону Кельбергу і Трулсу Мьорегорду.

## Медалісти
| Медаль | Ім'я                                             | Вид спорту       | Дисципліна                                  | Дата      |
| ------ | ------------------------------------------------ | ---------------- | ------------------------------------------- | --------- |
| 1      | Сара Шестрем                                     | Плавання         | 100 метрів вільним стилем (жінки)           | 31 липня  |
| 1      | Сара Шестрем                                     | Плавання         | 50 метрів вільним стилем (жінки)            | 4 серпня  |
| 1      | Арман Дюплантіс                                  | Легка атлетика   | стрибки з жердиною (чоловіки)               | 5 серпня  |
| 1      | Йонатан Гельвіґ Давід Оман                       | Пляжний волейбол | чоловічий турнір                            | 10 серпня |
| 2      | Віктор Ліндґрен                                  | Стрільба         | пневматична гвинтівка, 10 метрів (чоловіки) | 29 липня  |
| 2      | Вільма Бобек Ребекка Нетцлер                     | Вітрильний спорт | 49erFX (жінки)                              | 2 серпня  |
| 2      | Трульс Мереґорд                                  | Table tennis     | одиночний розряд (чоловіки)                 | 4 серпня  |
| 2      | Антон Кельберґ Крістіан Карлссон Трульс Мереґорд | Настільний теніс | командна першість (чоловіки)                | 9 серпня  |
| 3      | Тара Бабулфат                                    | Дзюдо            | до 48 кг (жінки)                            | 27 липня  |
| 3      | Єнні Ріссведс                                    | Велоспорт        | маунтінбайк (жінки)                         | 28 липня  |
| 3      | Антон Дальберг Ловіса Карлссон                   | Вітрильний спорт | змішані 470                                 | 8 серпня  |

| Медалі за видом спорту | Медалі за видом спорту | Медалі за видом спорту | Медалі за видом спорту | Медалі за видом спорту |
| ---------------------- | ---------------------- | ---------------------- | ---------------------- | ---------------------- |
| Вид спорту             | 1                      | 2                      | 3                      | Загалом                |
| Плавання               | 2                      | 0                      | 0                      | 2                      |
| Легка атлетика         | 1                      | 0                      | 0                      | 1                      |
| Волейбол               | 1                      | 0                      | 0                      | 1                      |
| Настільний теніс       | 0                      | 2                      | 0                      | 2                      |
| Вітрильний спорт       | 0                      | 1                      | 1                      | 2                      |
| Стрільба               | 0                      | 1                      | 0                      | 1                      |
| Велоспорт              | 0                      | 0                      | 1                      | 1                      |
| Дзюдо                  | 0                      | 0                      | 1                      | 1                      |
| Загалом                | 4                      | 4                      | 3                      | 11                     |

| Медалі за статтю | Медалі за статтю | Медалі за статтю | Медалі за статтю | Медалі за статтю |
| ---------------- | ---------------- | ---------------- | ---------------- | ---------------- |
| Стать            | 1                | 2                | 3                | Загалом          |
| жінки            | 2                | 1                | 2                | 5                |
| Чоловіки         | 2                | 3                | 0                | 5                |
| змішані          | 0                | 0                | 1                | 1                |
| Загалом          | 4                | 4                | 3                | 11               |

| Медалі за днями | Медалі за днями | Медалі за днями | Медалі за днями | Медалі за днями | Медалі за днями |
| --------------- | --------------- | --------------- | --------------- | --------------- | --------------- |
| Дата            | 1               | 2               | 3               | Загалом         |                 |
| 27 липня        | 0               | 0               | 1               | 1               |                 |
| 28 липня        | 0               | 0               | 1               | 1               |                 |
| 29 липня        | 0               | 1               | 0               | 1               |                 |
| 30 липня        | 0               | 0               | 0               | 0               |                 |
| 31 липня        | 1               | 0               | 0               | 1               |                 |
| 1 серпня        | 0               | 0               | 0               | 0               |                 |
| 2 серпня        | 0               | 1               | 0               | 1               |                 |
| 3 серпня        | 0               | 0               | 0               | 0               |                 |
| 4 серпня        | 1               | 1               | 0               | 2               |                 |
| 5 серпня        | 1               | 0               | 0               | 1               |                 |
| 6 серпня        | 0               | 0               | 0               | 0               |                 |
| 7 серпня        | 0               | 0               | 0               | 0               |                 |
| 8 серпня        | 0               | 0               | 1               | 1               |                 |
| 9 серпня        | 0               | 1               | 0               | 1               |                 |
| 10 серпня       | 1               | 0               | 0               | 1               |                 |
| Загалом         | 4               | 4               | 3               | 11              |                 |

| Ім'я            | Вид спорту   | 1 | 2 | 3 | Загалом |
| Сара Шестрем    | Плавання     | 2 | 0 | 0 | 2       |
| Трульс Мереґорд | Table tennis | 0 | 2 | 0 | 2       |

## Спортсмени
| Вид спорту                      | Чоловіки | Жінки | Загалом |
| ------------------------------- | -------- | ----- | ------- |
| Легка атлетика                  | 12       | 9     | 21      |
| Бокс                            | 1        | 1     | 2       |
| Веслування на байдарках і каное | 2        | 3     | 5       |
| Велоспорт                       | 1        | 2     | 3       |
| Стрибки у воду                  | 0        | 1     | 1       |
| Кінний спорт                    | 4        | 5     | 9       |
| Гольф                           | 2        | 2     | 4       |
| Гандбол                         | 16       | 15    | 31      |
| Дзюдо                           | 1        | 1     | 2       |
| Сучасне п'ятиборство            | 0        | 1     | 1       |
| Вітрильний спорт                | 2        | 6     | 8       |
| Стрільба                        | 5        | 2     | 7       |
| Скейтбординг                    | 1        | 0     | 1       |
| Плавання                        | 5        | 7     | 12      |
| Настільний теніс                | 3        | 3     | 6       |
| Тріатлон                        | 0        | 1     | 1       |
| Волейбол                        | 2        | 0     | 2       |
| Боротьба                        | 0        | 2     | 2       |
| Загалом                         | 57       | 61    | 118     |